# Ilokanie
Ilokanie, także: Ilocano, Ilokano, Iloco, Iloko – lud filipiński zamieszkujący wyspy Luzon i Mindanao. Ich liczebność wynosi 7,1 mln.
W większości wyznają chrześcijaństwo, zachowały się także elementy wierzeń tradycyjnych. Są wśród nich katolicy i protestanci; część należy do Niezależnego Kościoła Filipińskiego. Posługują się językiem z rodziny austronezyjskiej i wykształcili piśmiennictwo na bazie alfabetu łacińskiego. W użyciu są też tagalski i angielski.
Cechują się przedsiębiorczością, inicjatywą migracyjną i zdolnością asymilacji grup sąsiednich. Zajmują się uprawą ryżu, kukurydzy i roślin przemysłowych. Rozwinęli hodowlę i rzemiosło, w tym złotnictwo i tkactwo. Mieszkają w domach wznoszonych na palach. Mają rozwinięty folklor (mitologia, baśnie, epos Lam-ang, muzyka, taniec). Ulubioną rozrywką są walki kogutów.